# بطريق

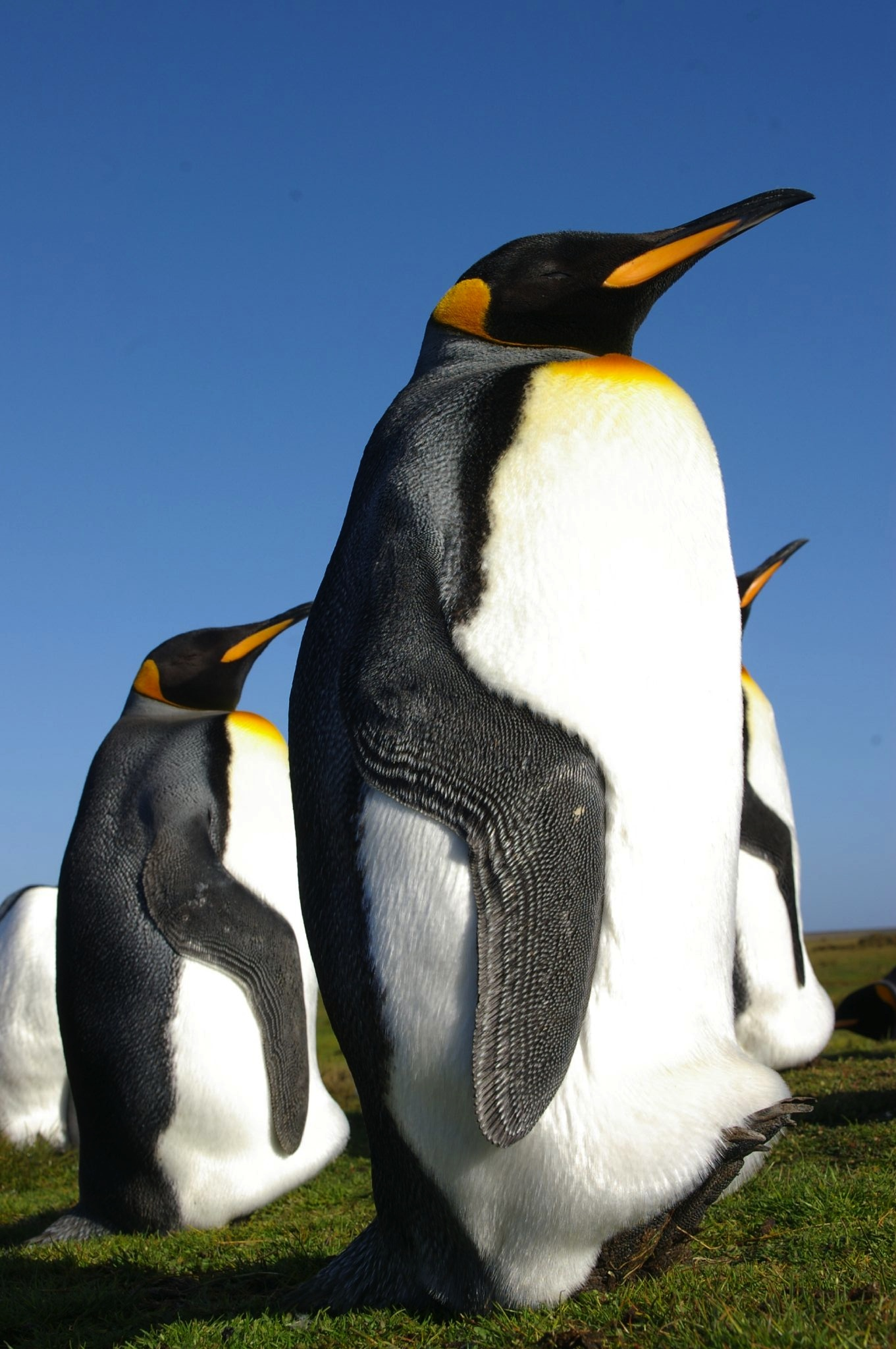
البطريق الملك المتواجد في غرب جزر فوكلاند.

البِطْرِيق أو الطُّرْسُوح طائر بحري ينتمي إلى فصيلة البطريقيات (باللاتينية: Spheniscidae)، وهو غير قادر على الطيران، يعيش في النصف الجنوبي للكرة الأرضية، خصوصاً في القارة القطبية الجنوبية. لدى البطاريق تكيُّف عالٍ مع الحياة في الماء، إذ إن ريشها أبيض وأسود اللَّون يساعدها على التمويه بينما تحوَّلت أجنحتها إلى زعانف لتساعدها على السباحة. تتغذى مُعظم أنواع البطاريق على الكريل والحبار والسمك وأشكال الحياة البحريَّة الأخرى التي تصطادها أثناء الغطس تحتَ المياه. تقضي هذه الطيور نصفَ حياتها تقريباً على اليابسة، بينما تقضي النصف الآخر تحت الماء.
مع أنَّ وجود البطاريق في العالم منحصرٌ بالنِّصف الجنوبي من الكرة الأرضية، إلا أنَّ أنواعاً قليلةً منها فحسب تعيش في قارة أنتاركتيكا. ففي الواقع تقطن العديد من البطاريق منطقة المناخ المعتدل على سواحل أستراليا وإفريقيا وأمريكا الجنوبية، بل وإنَّ أحد أنواعها (وهو بطريق الغالاباغوس) يعيش على مسافةٍ غير بعيدة من خط الإستواء.
أضخم نوعٍ باقٍ على قيد الحياة من هذه الطيور هو البطريق الإمبراطوري، إذ يبلغ طول الطير البالغ منه 1.1 متر ويزن 35 كيلوغراماً أو أكثر. و من جهة أخرى أصغر نوع حي هو البطريق القزم، الذي لا يتعدى طوله 40 سنتيمتراً بينما يزن نحو كيلوغرام واحد. بصورة عامة، تميل البطاريق الأكبر حجماً إلى العيش في بيئات أكثر برودة، بينما تقطن البطاريق الصَّغيرة بيئات معتدلة أو مدارية، في ظاهرة تسمى مبدأ بيرغمان. كانت بعض الأنواع قبل التاريخية من البطاريق ضخمةً جداً في الحجم، إلى حدِّ أنها كانت تقارن في حجمها ووزنها بإنسانٍ بالغ.

## التأثيل
والبِطْرِيقُ في اللغة العربية هو السمين من الطير، وتطلق كذلك على القائد من قُوَّادِ الرُّومِ وعلى رئيس الأساقفة في بعض الكنائس. غير واضح هل يوجد أصل مشترك للكلمتين أو أن التشابه مجرد صدفة، فالقواميس لا توضح هذا. يذكر البعض أن طائر البطريق ربما سُمي بهذا الأسم لتشابه لونه بلون وشكل رداء رئيس الأساقفة (البطريرك) الأسود الفضفاض، لكن لا يوجد مصدر يذكر ذلك.
ظهرت الكلمة الإنجليزية (بنكوين - Penguin) أول مرة في نهاية القرن السادس عشر اسمًا مرادف لطائر الأوك العظيم، وهو من الطيور التي لا تطير وكان يعيش في الدائرة القطبية الشمالية إلى أن انقرض في منتصف القرن التاسع عشر. عندما اكتشف المستكشفون الأوروبيون ما يعرف اليوم بطيور البطريق في نصف الكره الجنوبي، لاحظوا مظهرها المشابة لطائر الأوك العظيم وأطلقوا عليها نفس أسم (Penguin). أصل الكلمة الإنجليزية (Penguin) لا يزال تحت النقاش. البعض يقترح أنها مأخوذه من الكلمة اللاتينية (pinguis) وتعني سمين أو زيتي لكن هناك آراء أخرى عديدة.

## البنية والمظهر
اختلاف الحجم والوزن لدى البطريق ملحوظ، لكن البنية الجسمية وكساء الجلد قد يكون مختلفاً لتواجد الشعر الذي يغطي جسمه.

## الغذاء والسلوك
تبحث البطاريق عن غذائها في الماء حيث تتغذى على الأسماك والسرطانات والحبارات.. ونظراً لأنها تستهلك كميات كبيرة من الطعام فهي تلجأ للمياه التي تتوافر بها تجمعات كبيرة من الغذاء بشرط أن تكون هذه المياه آمنة من الحيوانات التي تتغذى على البطاريق مثل الفقمة والحيتان.
يقضي البطريق معظم حياته في المحيطات، ويتميز بوقفته العمودية ومشيته الهادئة؛ لأن لديه أرجلاً قصيرة وجسماً طويلاً منتفخاً، وعلى الرغم من أن البطاريق تمشي بطريقتها الشهيرة الصعبة إلا أنها تستطيع المشي بسرعة الإنسان وبإمكانها أيضاً تسلق المنحدرات الصخرية، والوثوب من صخرة إلى أخرى بيسر ومهارة، وبعض البطاريق لديها القدرة على التزحلق على الثلج أو الجليد عن طريق الهبوط فجأة وبشدة مستخدمة الانزلاق على بطونها.
تستطيع السباحة مدة عشر ساعات بسرعة 13 كيلو مترا في الساعة .. لكنها تقفز للتنفس كل دقيقة خارج الماء، جسم البطريق ملائم جداً للعيش في البحر؛ لأنه مغطى بريش قصير وسميك كأنه معطف واقٍ من الماء، كما أن الجناحين يقومان بوظيفة الزعانف، إضافة إلى وجود طبقات دهنية سميكة تساعد على تدفئتها في الماء الباردة.
أما مساكن البطاريق فهي عبارة عن أعشاش محفورة تحت الصخور الكبيرة أو الشجيرات..
أما البطريق الملك والإمبراطور فلا يحتاج لبناء أعشاش وهو يقوم بتدفئة البيض والصغار بإبقائهم تحت ثنية في منطقة البطن وبحملها على الأرجل

## الحجم والوزن
قد يصل طول البطريق القزم (Eudyptula minor) إلى حوالي 30 سم ووزن نصف كيلوغرام، وبالمقابل يُعد البطريق الإمبراطوري (Aptenodytes forsteri) بطول قد يصل إلى 1,20 متر ووزن حتى 40 كيلوغرام، الأكبر في فصيلة طيور ذات الفك الجديد. هذا الاختلاف في الطول يُفسر عبر قاعدة بيرجمان (Bergmann's Rule)، حيث يُمثل البطريق فيها أفضل مثال. أغلب الأنواع تزن حوالي ما تزنه أحجامها ماء، مما يُسهل عليهم عملية الغوص. ويقتات على الكائنات البحرية والأسماك الصغيرة يعيش في القارة المتجمدة الجنوبية وأمريكا الجنوبية وأستراليا وأفريقيا.

## الأجناس
- بطريق محدب الجناح
- ظفاف
- غواص بارع
- غطاس كبير
- ردفي الساقين
- بطريق مخطط

## الأنواع
يعيش اليوم 17 نوعًا من البطاريق في العالم، ومنها:
- البطريق الإمبراطوري.
- البطريق الأفريقي.
- البطريق القزم.
- بطريق جينتو.
- البطريق الملكي.
- بطريق آديلي.

## درجة الحرارة
تمضي البطاريق الكثير من الوقت للتعامل مع درجة الحرارة، وهي من الحيوانات ذات الدم الحار تماما مثل الإنسان بدرجة حرارة جسم طبيعية (100 درجة فهرنهايت - 38 درجة مئوية). إذاً كيف يستطيع البطريق البقاء دافئا في الأماكن الباردة وفي المياه الجليدية الباردة؟ تماما مثل الحيتان، فإن جسم البطاريق يحتوي على طبقة من الدهون تحت الجلد تسمى "دهن الحوت"، ويعلو هذه الطبقة ريش كالزغب يعلوه الريش الخارجي؛ مما يجعلها تشعر بالدفء. كما تطلق بعض الغدد في جسم البطريق زيتا يغطي ريشه، ويجعل جسمه مقاوما للماء والريح. ومع ذلك، تظل البطاريق بحاجة للبقاء دافئة، لذلك غالبا ما تسير البطاريق جنبا إلى جنب في مجموعات مع إبقاء أجنحتها مضمومة إلى جسمها للمحافظة على دفء أجسامها. وقد تصل أعداد البطاريق إلى 5000 في المجموعة الواحدة. تعاني بعض البطاريق من مشكلة عكسية: تعيش بطاريق الأباغوس في المناطق الاستوائية الحارة جدا، وتقوم هذه البطاريق بمد أجنحتها وزغب ريشها للتبريد.

## التزاوج
عندما يفكر ذكر البطريق في الزواج، يسير فوق الجليد على غير هدى متفحصاً كل ما يمر أمامه من إناث جنسه باحثاً عن فتاة أحلامه لهذا فهو يسير منتصب القامة منتفخ الصدر شارد النظرات. ولكنه إذا ما شاهد إحدى الإناث الجميلات تقبل ناحيته فإنه يعتدل ويرسل إليها إشارات جانبية، إذا ما مرت بجانبه دون اهتمام ولكنه يلتفت إليها بكبرياء، وإذا رضيت يبدأ بالعدة لخطبتها، وهنا يبدو غريب الأطوار هذا ما أكده عالم الطبيعة« د. كونور» الذي يقول: إن كثيراً من الحيوانات تعرف فترة الخطوبة ومنها طائر البطريق. تتخذ البطاريق رفيقا واحدا طوال حياتها ويقوم ذكر البطريق بتقديم حجرة ملساء للأنثى كرمز لطلب يدها.